# Staten Island Greenbelt
La Staten Island Greenbelt è un sistema di parchi pubblici contigui e aree naturali nelle colline centrali del distretto di Staten Island, a New York. È la seconda componente più grande dei parchi di proprietà del governo della città di New York ed è gestita dal Department of Parks and Recreation della città e della Greenbelt Conservancy, un'organizzazione senza scopo di lucro che lavora in collaborazione con NYC Parks per prendersi cura di Greenbelt e raccogliere fondi per la sua manutenzione e programmi. Il Greenbelt comprende: High Rock Park, LaTourette, William T. Davis Wildlife Refuge e Willbrock Park.